# Bredstrup Sogn
Bredstrup Sogn ist eine Kirchspielsgemeinde (dän.: Sogn) im südlichen Dänemark. Bis 1970 gehörte sie zur Harde Elbo Herred im damaligen Vejle Amt, danach zur Fredericia Kommune im erweiterten Vejle Amt, die im Zuge der  Kommunalreform zum 1. Januar 2007 Teil der Region Syddanmark geworden ist.
Im Kirchspiel leben 1654 Einwohner, davon 444 im Kirchdorf (Stand:1. Januar 2023). Im Kirchspiel liegt die Kirche „Bredstrup Kirke“.
Nachbargemeinden sind im Nordosten Vejlby Sogn, im Osten Christians Sogn und Hannerup Sogn, im Südosten Erritsø Sogn, im Süden Taulov Sogn und im Westen Herslev Sogn und Pjedsted Sogn, sowie in der nördlich benachbarten Vejle Kommune Gauerslund Sogn.